# Бассет-хаунд
Бассет-хаунд (англ. basset hound) — порода гончих собак, выведенная в Англии. Название породы происходит от двух слов: «bass» — низкий и «hound» — гончая.
Бассет-хаунды относятся к группе низкорослых гончих, основным регионом происхождения которых является Франция. Позднее завезённые на территорию Британии французские собаки сформировались здесь в самостоятельный фенотип, на основе которого и сложилась порода бассет-хаунд.
Другие названия породы — английский бассет-хаунд, английский бассет.

## История породы

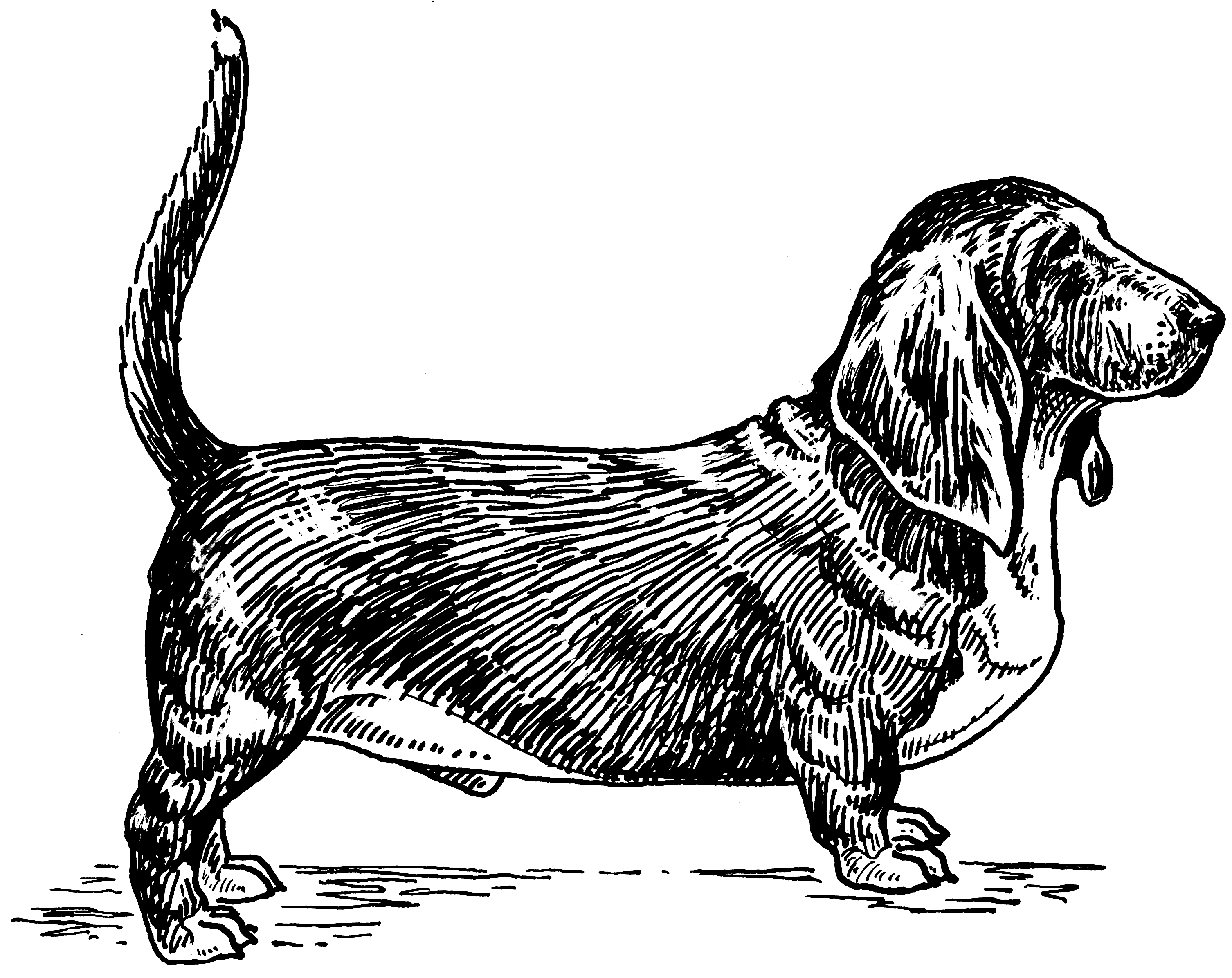
Зарисовка бассет-хаунда

Предки английского бассета, как и остальных пород группы бассетов, сформировались в Средние века на территории Франции предположительно на основе артезиано-нормандских гончих с примесью более мелких и коротконогих охотничьих собак.
Первое документальное описание собак такого типа и вынесение коротконогих гончих в отдельную группу встречается в середине XIV века.
Гончие коротконого типа использовались в пешей охоте, так как темп движения этих собак позволял охотникам успевать за ними. Также собаки этого типа применялись для подъема зверя из густых зарослей или оврагов, где приземистое сложение этих собак давало им преимущества в свободе перемещения. Породы группы бассетов были популярны у ремесленников, крестьян и других небогатых сословий, которые не могли позволить себе традиционную конную охоту и содержание необходимых для неё крупных собак на псарнях.
В XVII веке коротконогие гончие начинают упоминаться как собаки, используемые для норной охоты.
В середине XIX века гончие этого типа были завезены в Англию, где обрели популярность уже у аристократии. Первое официальное упоминание о ввозе бассетов в эту страну появилось в 1866 году — тогда пара бассетов, Белли и Бассет, была подарена лорду Гэлуэю. Они, а также несколько других завезённых в Англию пар производителей, стали родоначальниками породы английский бассет-хаунд.
Позднее к завезённым из Франции бассетам были прилиты крови английских бладхаундов. Это было сделано для укрупнения собак, придания им большей массивности и силы. Уже в начале XX века к формирующейся породе также была прилита кровь биглей для улучшения подвижности и необходимых в охоте рабочих качеств.
Первый официальный стандарт породы английский бассет-хаунд был принят в 1883, позднее он был доработан и изменён после прилива кровей биглей.
На выставках собаки этой породы впервые появились в 1894 году.
Современный стандарт породы Международной кинологической федерации (FCI) был принят в 1955 году.
В России (СССР) бассет-хаунды впервые появились в 1977 году. Тогда несколько собак этой породы были завезены из Польши. На новом месте жительства порода обрела популярность и стала достаточно узнаваемой.
В силу того, что в течение долгого времени популяция бассет-хаундов на территории СССР развивалась без прилития новых кровей, нынешнее российское поголовье собак этой породы несколько отличается от классического английского фенотипа. Сформировавшийся на территории России тип породы имеет более длинные ноги и более сухой тип сложения тела.
Порода на территории России, как и Европы, несмотря на свою узнаваемость, является достаточно редкой. Наибольшей популярностью за пределами своей родины бассет-хаунды пользуются в США.
Охотничье значение этими собаками практически утрачено, они стали использоваться главным образом в качестве собак-компаньонов.

## Описание

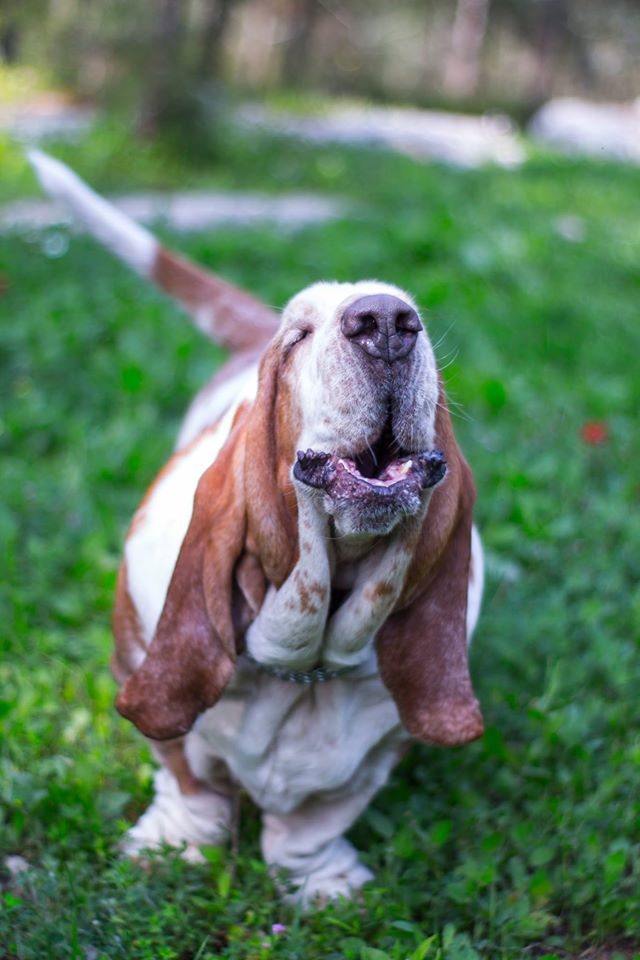

Бассет-хаунд - коротконогая гончая, он должен быть сильным, активным и выносливым. 
Череп куполообразный, средней ширины, сужающийся к кончику носа. Морда сухая, не заостренная, нос у породы чаще всего чёрный, но у светлых собак печеночный или коричневый. Челюсти крепкие и мощные с правильным ножницеобразным прикусом. Глаза ромбовидной формы, не выпуклые, темного цвета, но у светлых собак средне-коричневого оттенка. Уши висячие и длинные, но не чрезмерно длинные, они очень эластичные и бархатистые. Кожа на голове довольно эластичная и может морщиниться, когда собака движет головой. На лбу и около глаз может быть небольшое количество морщин. 
Шея мускулистая, длинная и изогнутая, с хорошим подвесом. Корпус длинный и глубокий, спина широкая и ровная, грудь выпуклая, не узкая и не слишком глубокая. Между самой нижней частью груди и землей должен быть достаточный зазор, чтобы гончая могла свободно передвигаться по любому типу местности. Хвост длинный, при движении поднят вверх и изогнут. Конечности короткие, мощные и с крупным костяком.
Шерсть гладкая и короткая. У породы допустимы все гончие окрасы, наиболее часто встречающимися являются трехцветный (чёрно-бело-подпалый) и двухцветный (лимонный и белый).

## Характер
Бассет-хаунды прирождённые охотники, им свойственны такие черты как азартность и подвижность. Они прекрасно могут ужиться в условиях городской квартиры, но все же жизнь в просторном загородном доме с большим участком, прилегающим к нему, предпочтительнее. Это достаточно умные и сообразительные собаки, их не сложно обучать, тем более что они к этому проявляют самый живой интерес. Они обладают отменным нюхом, поэтому постоянно находятся в движении, обнюхивая каждую новую вещь, попавшую в дом. Им необходимы регулярные прогулки, на которых бы такие собаки могли чувствовать себя относительно свободными и могли бы заняться любимым делом, то есть поиском интересных вещей.